# Notryggen
Notryggen är en sjö i Ljusdals kommun i Hälsingland och ingår i Ljusnans huvudavrinningsområde. Sjön är 8 meter djup, har en yta på 0,508 kvadratkilometer och befinner sig 403,1 meter över havet. Sjön avvattnas av vattendraget Kvarnån.

## Delavrinningsområde
Notryggen ingår i det delavrinningsområde (685420-146192) som SMHI kallar för Utloppet av Storryggen. Medelhöjden är 431 meter över havet och ytan är 17,77 kvadratkilometer. Det finns inga avrinningsområden uppströms utan avrinningsområdet är högsta punkten. Kvarnån som avvattnar avrinningsområdet har biflödesordning 4, vilket innebär att vattnet flödar genom totalt 4 vattendrag innan det når havet efter 186 kilometer. Avrinningsområdet består mestadels av skog (51 procent) och sankmarker (32 procent). Avrinningsområdet har 1,8 kvadratkilometer vattenytor vilket ger det en sjöprocent på 10,1 procent.